# بمب گرافیتی

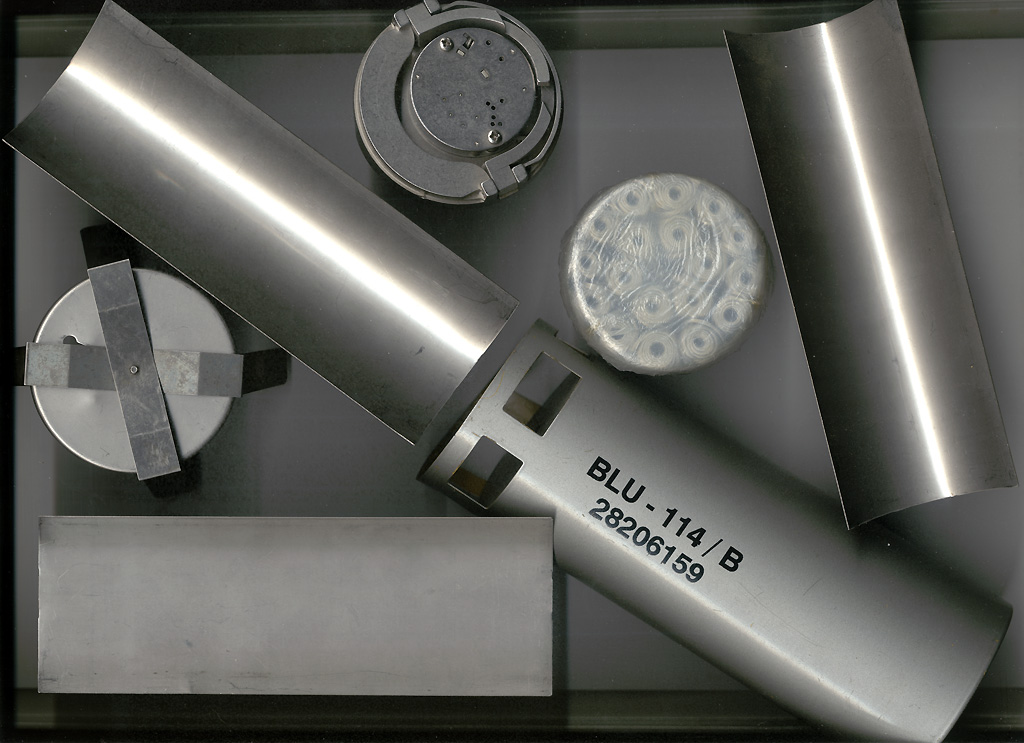

بمب‌های گرافیتی در زمره بمبهای نرم و تسلیحات غیرکشنده طبقه‌بندی می‌شوند. این بمب‌ها برای از کار انداختن نیروگاه‌ها و تأسیسات برق بدون ایجاد صدمات عمرانی ناشی از مواد منفجره طراحی شده‌اند.
در سال ۱۹۸۰ میلادی در یک تمرین نظامی مربوط به نیروی دریایی آمریکا این الیاف موجب قطع تصادفی برق و خاموشی در منطقه عملیات شدند که منجر به توسعه این نوع سلاح گردید.
در جنگ کوزوو ارتش آمریکا برای اولین بار از این بمب استفاده کرد و در یک حمله دو سوم خاک یوگسلاوی در خاموشی فرورفت. این بمب هیچگونه اثر تخریبی ندارد، اما باعث قطع شدن جریان برق می‌شود. در این بمب‌ها اغلب از نوعی زغال سنگ نرم به نام گرافیت استفاده می‌شود. کاربرد عمده گرافیت در برخی راکتورهای هسته‌ای، باتری‌های معمولی، مغز مداد و برخی کارهای صنعتی دیگر است. اما مهم‌ترین خاصیت آن این است که قویترین رسانای جریان برق می‌باشد. به نظر می‌رسد در بمب گرافیتی از این خاصیت استفاده شده‌است. بدین صورت که پس از انفجار، گرافیت که بیشتر از جنس کربن است با مواد حلال کربن ترکیب شده و به صورت بخار درمی‌آید. اما این بخار سنگین بوده و به زودی بر سطح زمین می‌نشیند بنابراین استفاده از این بمب در نیروگاه‌های برق باعث آلودگی سطح تجهیزات نیروگاه، اتصالی و در نهایت از کار افتادن نیروگاه می‌شود. درضمن برای پاکسازی نیروگاه و راه‌اندازی مجدد نیاز به چند ماه زمان است.
ایالات متحده آمریکا از این بمب در جنگ‌های خلیج فارس و عراق در سال‌های ۱۹۹۱ و ۲۰۰۳ نیز استفاده کرده‌است.
از راه‌های مقابله با این دسته تسلیحات ایزولاسیون بدنه ساختمان، تأسیسات برق و اتاق‌های کنترل و فرمان، عایق افشانه برای مدارات الکترونیکی و استفاده از فیلترهای الکترواستاتیک می‌باشد.